# لينكولن جولدي
لينكولن جولدي هو سياسي كندي، ولد في 11 نوفمبر 1864 في جيلف في كندا، وتوفي في 19 سبتمبر 1931 في Wellington, Ontario ‏ في كندا. نشط حزبياً في حزب أونتاريو المحافظ التقدمي. وقد انتخب عضو برلمان مقاطعة أونتاريو.